# Mikail Renzhin
Mikail Renzhin (en hébreu : מיכאל רנזין), né le 15 octobre 1978 à Sigulda (RSS de Lettonie, URSS), est un skieur alpin israélien. Il est spécialiste des épreuves techniques.

## Biographie
Renzhin prend part à ses premières courses FIS en 1995.
Il est au départ de sa première compétition dans l'élite en 2003, lorsqu'il est inscrit au slalom de Coupe du monde à Kitzbühel. Un mois plus tard, il dispute son premier championnat du monde à Saint-Moritz.
Il a représenté son pays lors des Jeux olympiques d'hiver de 2006, à Turin, où il se classe 32e du slalom géant et 37e du slalom. En 2007, aux Championnats du monde à Åre, il figure au 28e rang sur le slalom, soit son meilleur résultat sur la scène internationale.
Il se qualifie pour ses deuxièmes jeux olympiques en 2010 à Vancouver, où après une 55e en slalom géant, il améliore son résultat en slalom avec le 35e rang.

## Palmarès

### Jeux olympiques d'hiver
| Épreuve / Édition | Turin 2006 | Vancouver 2010 |
| Slalom            | 37e        | 35e            |
| Slalom géant      | 32e        | 55e            |

### Championnats du monde
| Épreuve / Édition | Saint-Moritz 2003 | Bormio 2005 | Åre 2007 | Val d'Isère 2009 |
| Slalom géant      | 57e               | 51e         |          | 60e              |
| Slalom            | 49e               | 42e         | 28e      | 33e              |